# Stela Cemortan
Stela Cemortan (n. 13 noiembrie 1941, Niorcani, raionul Soroca, RSS Moldovenească, URSS – d. 18 aprilie 2014) a fost o pedagogă din Republica Moldova.
Stela Cemortan a fost fiica directorului școlii din localitatea natală. A mers în clasa întâi la 5 ani, primul învățător fiind chiar tatăl său. A făcut studiile la Școala Pedagogică din Soroca (1957), după care la Facultatea de Istorie și Filologie a Universității de Stat (1962). În 1996 a susținut doctoratul în pedagogie la Universitatea de Stat din Moscova.
Între 1959–1975 lucrează profesoară la Școala Pedagogică din Soroca, iar din 1975 este inspector, șefa laboratorului „Educație preșcolară” al Institutului de Științe Pedagogice. Mai târziu a devenit profesoară la Institutul de perfecționare a cadrelor didactice, după care profesoară la Universitatea Pedagogică de Stat „Ion Creangă”.
Prin activitatea sa, a contribuit vast la alcătuirea documentelor conceptuale și normative ale educației preșcolare și învățământului general. Punând la bază dezvoltarea personalității copilului de vârstă preșcolară, elaborează „Concepția pentru dezvoltarea sistemului educației preșcolare din țară”, care a servit drept suport științific pentru elaborarea Curriculumului Preșcolar. A publicat peste 250 de lucrări științifice, monografii, studii, manuale, ghiduri metodice, materiale didactice, printre care:
- Antologie de texte la literatura pentru copii (Chișinău, 1987)
- Metodica organizării verbal-artistice în grădinița de copii (Chișinău, 1991)
- Dezvoltarea verbal-artistică a preșcolarilor (Chișinău, 1992)
- Abecedarul preșcolarului (2000)
- Jocuri literare (2008) etc.

Stela Cemortan a fost recunoscută ca Eminent al Învățământului Public din RSSM în 1974 și ca Eminent al Învățământului Public din URSS în 1977. A fost decorată cu Medalia „Meritul Civic” în 1996 și cu Ordinul „Gloria Muncii” în 2002. De asemenea, a primit Medalia „Dimitrie Cantemir” a Academiei de Științe a Moldovei.